# Pseudopenthes hesperis
Pseudopenthes hesperis är en tvåvingeart som beskrevs av Christine Lynette Lambkin och Yeates 2003. Pseudopenthes hesperis ingår i släktet Pseudopenthes och familjen svävflugor. Inga underarter finns listade i Catalogue of Life.